# Arvid Björk (fotbollsspelare)
Johan Arvid Björk, född 10 juli 1900 i Björketorps församling, död 25 november 1957 i Örgryte församling, var en svensk fotbollsspelare som representerade Gais i allsvenskan mellan 1924 och 1927. Han gjorde endast åtta allsvenska matcher för klubben under tre säsonger, men gjorde på dessa matcher hela elva mål. Under Björks tid i Gais vann klubben två allsvenska guld (1924/1925 och 1926/1927), men båda säsongerna spelade han för få matcher för att tilldelas en medalj.

## Karriärstatistik
| Klubb  | Säsong    | Division    | Matcher | Mål |
| ------ | --------- | ----------- | ------- | --- |
| Gais   | 1924/1925 | Allsvenskan | 4       | 4   |
| Gais   | 1925/1926 | Allsvenskan | 3       | 5   |
| Gais   | 1926/1927 | Allsvenskan | 1       | 2   |
| Totalt | Totalt    | Totalt      | 8       | 11  |